# Hi Bye, Mama!
Hi Bye, Mama! (kor. 하이바이, 마마!) – południowokoreański serial telewizyjny. Główne role odgrywają w nim Kim Tae-hee, Lee Kyu-hyung oraz Go Bo-gyeol. Serial emitowany był na kanale tvN od 22 lutego do 19 kwietnia 2020 roku, w sobotę i niedzielę o 21:10.

## Fabuła
Cha Yu-ri była duchem, odkąd zmarła w tragicznym wypadku pięć lat temu. Dzięki projektowi reinkarnacji ma możliwość ponownego stania się człowiekiem, jeśli uda jej się wrócić na swoje miejsce w ciągu 49 dni. Jednak jej mąż jest teraz ponownie żonaty.

## Obsada

### Główna
- Kim Tae-hee jako Cha Yu-ri
- Lee Kyu-hyung jako Cho Gang-hwa
- Go Bo-gyeol jako Oh Min-jung

### W pozostałych rolach

#### Rodzina i świta Yu-ri
- Seo Woo-jin jako Cho Seo-woo
  - Park Jung-yeon jako Cho Seo-woo (nastolatek, epizod 16)
- Kim Mi-kyung jako Jeon Eun-sook
- Park Soo-young jako Cha Moo-poong
- Kim Mi-soo jako Cha Yeon-ji
- Shin Dong-mi jako Go Hyun-jung
- Yoon Sa-bong jako Mi Dong-daek
- Lee Shi-woo jako Jang Pil-seung

#### Ludzie wokół Kang-hwa
- Oh Eui-shik jako Gye Geun-sang
- Ahn Nae-sang jako profesor Jang

#### Duchy w kostnicy
- Ban Hyo-jung jako Jung Gwi-sun
- Bae Hae-seon jako Sung Mi-ja
- Choi Dae-sung jako Kwon Man-seok
- Park Eun-hye jako Seo Bong-yeon
- Kim Dae-gon jako Jang Dae-choon
- Shin Soo-yeon jako Jang Young-shim
- Lee Jae-woo jako Kang Sang-bong
- Shim Wan-joon jako Shim Geum-jae
- Bae Yoon-kyung jako Park Hye-jin
- Shin Cheol-jin jako Mr.Choe